# 歐弗蘭 (密蘇里州)
歐弗蘭（英語：Overland）是位於美國密蘇里州聖路易斯縣的城市。

## 人口
根據2020年美國人口普查的數據，歐弗蘭的面積為11.41平方千米，當中陸地面積為11.37平方千米，而水域面積為0.04平方千米。當地共有人口15955人，而人口密度為每平方千米1,398人。